# Mike Salisbury
Mike Salisbury, celým jménem John Michael Salisbury, (* březen 1942) je anglický televizní producent. Více než třicet let působil v oddělení BBC Natural History Unit, které opustil roku 2006, kdy se stal producentem na volné noze. Často spolupracoval s Davidem Attenboroughem (produkoval například cykly Život pod našima nohama, Soukromý život rostlin, Ptačí svět a Život savců s Davidem Attenboroughem). V roce 2007 mu byl udělen Řád britského impéria.